# Sääkssaari (ö i Mellersta Finland, Saarijärvi-Viitasaari)
Sääkssaari är en ö i Finland. Den ligger i sjön Vahanka och i kommunen Karstula i den ekonomiska regionen  Saarijärvi-Viitasaari och landskapet Mellersta Finland, i den centrala delen av landet, 300 km norr om huvudstaden Helsingfors. Öns area är 0,2 hektar och dess största längd är 70 meter i sydöst-nordvästlig riktning.